# 麥克勞湖
44°26′S 168°03′E / 44.433°S 168.050°E

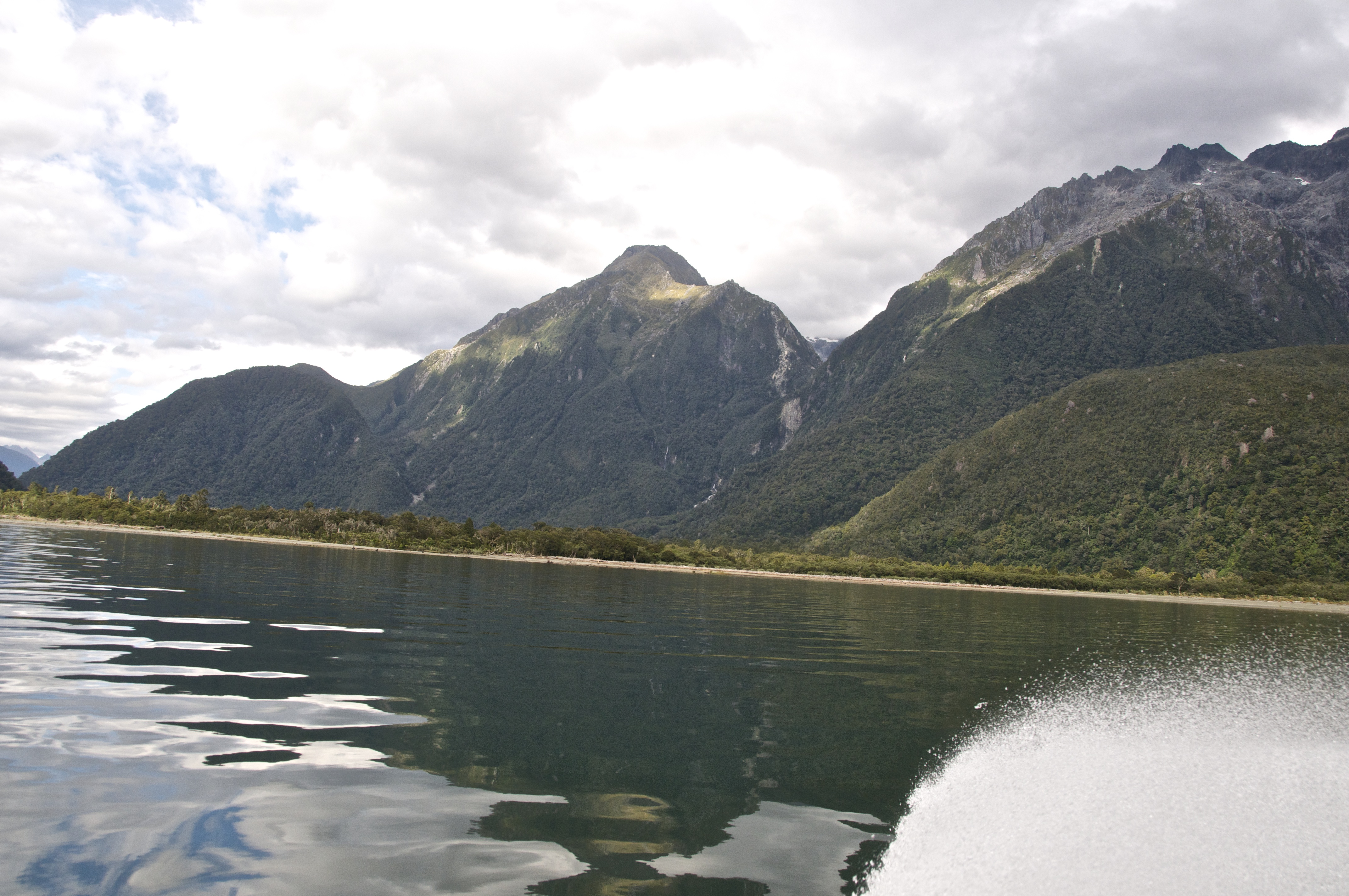

麥克勞湖（Lake McKerrow）是新西蘭的湖泊，位於南島西南部，由南地大區負責管轄，長15公里，面積28平方公里。該湖本來是塔斯曼海的峽灣，因沉積物從海域分離，現時該湖距離海岸3公里。